# Georg With
Georg Christian With, född 5 februari 1796 i Bedsted, Sønderjylland, död 15 september 1861 i Frederiksborg, var en dansk veterinär.
With blev student 1816, studerade därefter medicin och intresserade sig , efter sin morbror Erik Viborgs tilskyndelse, även för veterinärvetenskap. Redan 1820 undervisade han i anatomi vid Veterinærskolen. År 1821 tog han kirurgisk examen, inackorderades därefter vid Veterinærskolen och blev i december 1822, efter Viborgs död, lektor och andrelärare. År 1844 avlöste han sin kusin Carl Viborg som förstelärare, en befattning vilken han behöll till 1852, då han blev lantstutmästare och föreståndare av Frederiksborgs stuteri. 
Withs verksamhet var synnerligen omfattande. Han var medlem av det veterinära sundhetsrådet från dess inrättande 1851 och av den kommission, som tillsattes samma år med syfte att föreslå åtgärder för husdjursavelns främjande. Under sin tid som lärare på Veterinærskolen, undervisade han i samtliga huvudämnen utom beslagslära. Dessutom föreläste han för läkare och (över veterinärämnet) för lantbrukare och den Militärhögskolans elever. 
Withs författarverksamhet var betydande. Åren 1833-34 utgav han som manuskript en handledning till föreläsningar i veterinärfacket vid Militärhögskolan (hästens anatomi, "yttrelära" och hälsovård samt något om dess sjukdomar). År 1836 utkom samma bok med utförlig framställning av hästens sjukdomar under titeln Haandbog i veterinærvidenskaben med særligt hensyn til landøkonomien. Störst spridning fick hans Almenfattelig anvisning til husdyravlen og husdyrenes behandling i sund og syg tilstand. 
I särskild grad intresserade With sig för hästaveln; han skrev åtskilliga avhandlingar om denna, och i sin verksamhet som lantstutmästare och stuteriföreståndare försökte han att på olika sätt att gagna hästaveln i Danmark. Hans ansträngningar kröntes dock inte med framgång; han lyckades inte att hejda den av Erik Viborgs misstag framkallade tillbakagången på Frederiksborg stuteri och om de av honom införda Yorkshirehästarnas inflytande på aveln var meningarna i varje fall mycket delade. Från hans stuteriverksamhet föreligger många årsberättelser, två häften Blandede meddelelser om stuterivæsen, husdyravl och veterinærfag, några broschyrer och en del tidningsartiklar om hästavelsfrågor.